# Rokade
Rokade er et skaktræk, hvorved konge og tårn flyttes i ét træk. At foretage handlingen hedder at rokere. Rokaden er det eneste træk i skak, hvor en spiller må flytte to af sine egne brikker samtidig og eneste træk, hvor kongen kan flytte to felter.
Kongen flyttes to felter hen mod tårnet, og tårnet placeres på det felt som kongen sprang over.
Trækket må foretages, såfremt alle følgende betingelser overholdes:
- Kongen og tårnet skal have stået på deres felter siden spillets begyndelse. De må således ikke have været flyttet i spillet.
- Kongen skal være fri for trusler (den må ikke være i skak). Det er uden betydning om den tidligere i spillet har været i skak.
- Ingen af modstanderens brikker må true felterne som kongen passerer henover.
- Der skal være frie felter mellem kongen og det tårn der rokeres med.

Det har ingen betydning for rokaden, hvis tårnet er truet. 
Da kongen er særdeles truet, hvis den forbliver på sin startposition midt på brættet, vil man altid så vidt muligt søge at gennemføre rokade.
Det er nødvendigt at indlede rokaden med at flytte kongen, fordi det specielle kongetræk signalerer rokade. Hvis man begynder med at flytte tårnet, er der tale om et tårntræk, som ikke kan efterfølges af et kongetræk.
Der skelnes mellem kort og lang rokade. Kort rokade involverer H-tårnet og noteres 0-0, medens lang rokade involverer A-tårnet og noteres 0-0-0.
Kort rokade er absolut den hyppigst forekommende rokade. Den gemmer kongen længst inde i hjørnet.

## Bondestorm
Hvis de to parter har rokeret til hver sin side, er det ofte begyndelsen til en heftig fløjkamp, hvor der kæmpes om først at komme til angreb på modpartens kongestilling, fordi ingen af parternes bønder på samme fløj skal beskytte deres egen konge. Bønderne bliver derfor sendt frem for at slå hul på modpartens kongestilling, så officererne får adgang til til at sætte kongen mat.